# Proteomică

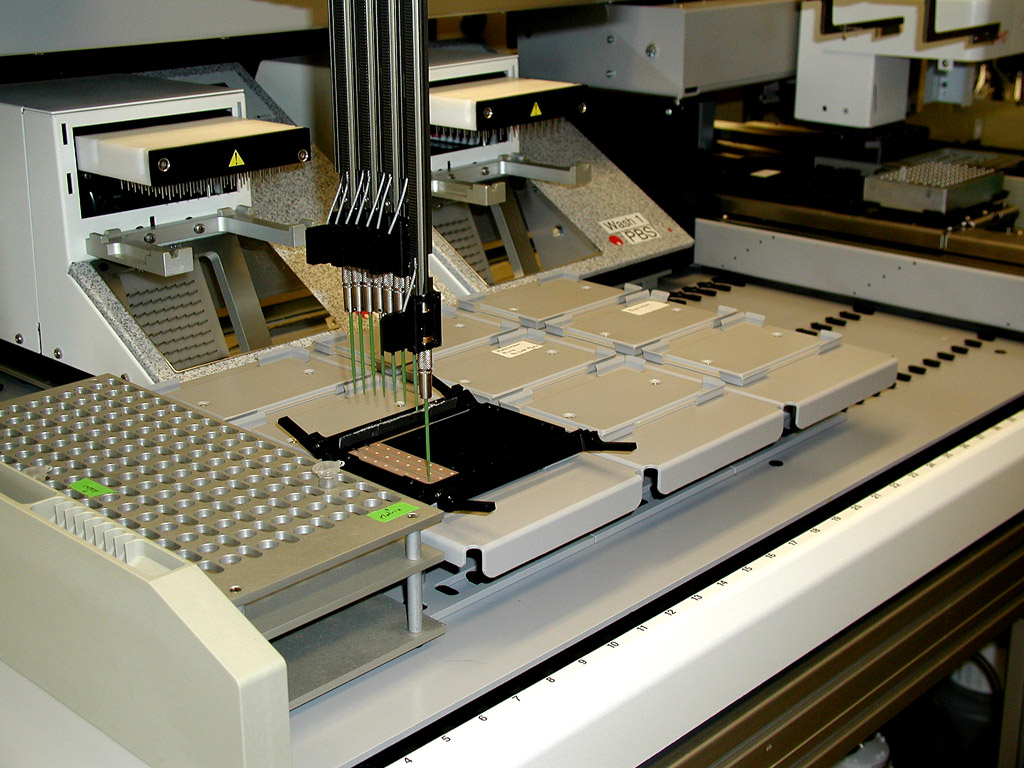
Robot care pregătește probele pentru spectrometrie de masă MALDI

Proteomica este studiul la scara largă al proteinelor. Termenul de proteomică a fost inventat în anul 1997, în analogie cu cel de genomică, studiul genomului. Cuvântul proteom este o telescopare a cuvintelor proteină și genom, fiind inventat de Marc Wilkins, în 1994, în timpul studiilor de doctorat la Universitatea Macquarie. Universitatea Macquarie a fost și cea care a fondat primul laborator dedicat proteomicii în 1995.
Proteomul reprezintă întregul set de proteine care sunt produse sau modificate de către un organism sau sistem. Proteomica a permis identificarea unui număr din ce în ce mai mare de proteine. Acesta variază în timp și în funcție de diferitele contexte de stres în care se află o celulă sau un organism. Proteomica este un domeniu multidisciplinar care a beneficiat foarte mult de informația genetică produsă de diferitele proiecte genomice, inclusiv Proiectul Genomului Uman. Domeniul acoperă explorarea a proteoamelor la nivelul compoziției, structurii și activității proteinelor. Este o componentă importantă a genomicii funcționale.
Proteomica se referă în general la analiza experimentală pe scară largă a proteinelor și proteoamelor, dar de multe ori termenul este folosit în special pentru a se referi la purificarea proteinelor și spectrometrie de masă.